# Вивсянский сельский совет (Козовский район)
Вивсянский сельский совет (укр. Вівсянська сільська рада) — входит в состав
Козовского района
Тернопольской области
Украины.
Административный центр сельского совета находится в 
с. Вився.

## Населённые пункты совета
- с. Вився